# Hits+
A Hits+ Kylie Minogue ausztrál énekesnő második nagy válogatásalbuma, mely 2000. november 7-én jelent meg a Deconstruction Records kiadó gondozásában. Ez volt az utolsó válogatáslemeze, mely ennél a kiadónál jelent meg, ugyanis Minogue következő stúdióalbuma, a Light Years már a Parlophone kiadónál jelent meg ugyanebben az évben. A lemez borítójának eredetileg szánt képet elvetették és egy másik fotósorozat képét választották, melyet Michael Williams készített 1995-ben.

## Háttér és összetétel
Ez a válogatás a Kylie Minogue és Impossible Princess lemezről tartalmaz dalokat, illetve ritkaságokat és korábban kiadatlan dalokat ebből a két időszakból. A lemezen mind a hét kislemez megtalálható Minogue a Deconstruction Records kiadónál töltött időszakából, kivéve a „Cowboy Style”-t, mely Ausztráliában jelent meg kislemezként. A további dalok közt található a Nick Cave-vel közösen előadott „Where the Wild Roses Grow” és az olyan ritkaságok, mint az “If You Don’t Love Me” és a „Tears”, melyek kislemezek B-oldalai voltak. A Kylie Minogue korszak kiadatlan dalai között szerepel a „Gotta Move On” és a „Difficult by Design”, valamint az „Automatic Love” akusztikus verziója és a „Where Has the Love Gone?” remixe. Az Impossible Princess korszakból a korábban kiadatlan „Stay This Way” és a ritkaságnak számító „Take Me with You”. Az album nemzetközi változatán tizenöt dal szerepel, míg az amerikai változatán csak tizennégy, mely nem tartalmazza a „Where the Wild Roses Grow” című dalt. Az ausztrál kiadáson tizenhat dal szerepel, melyek egyike az Impossible Princess korszakából származó korábban kiadatlan „This Girl”.

## Fogadtatás

### A kritikusok értékelései
Annak ellenére, hogy anyagilag nem volt sikeres a lemez, a Hits+ pozitív visszajelzést kapott a kritikusoktól, akik azért dicsérték, mert a Deconstruction Records kiadónál töltött ideje alatt készült dalokat is feltettek erre a nagy válogatáslemezre. Az AllMusic pozitívan értékelte a lemezt, mondván, hogy „az Egyesült Államokban egyre erősödő népszerűségét kihasználva az Arista Records 2002 elején reklámozni kezdte Kylie Minogue-ot a Hits+ újrakiadásával. Ez a lemez kiemeli azon dalokat, melyek az 1990-es évek közepén indie előadót csináltak Minogue-ból visszatekintve a saját nevét viselő lemezére 1994-ből és az Impossible Princess-re 1997-ből. A Hits+ tökéletes bármelyik rajongó számára, ugyanakkor egy nagyszerű visszatekintés egy olyan lelkes rajongónak is, aki fel szeretné fedezni Kylie Minogue vad zenei világát”.

### Kereskedelmi fogadtatás
A Hits+ annak ellenére sikertelen volt, hogy egy nagy válogatáslemez. A brit albumlistán a Top 50-en belül a 41. helyig jutott. Ausztráliában nem jutott be a Top 50-be, a 63. helyik jutott az ARIA listán.

## Számlista
|     | Cím                                                              | Hossz |
| --- | ---------------------------------------------------------------- | ----- |
| 1.  | Confide in Me (Master Mix)                                       | 5:51  |
| 2.  | Put Yourself in My Place (Radio Edit)                            | 4:12  |
| 3.  | Where Is the Feeling (BIR Dolphin Mix)                           | 4:13  |
| 4.  | Some Kind of Bliss                                               | 4:14  |
| 5.  | Did It Again (Radio Edit)                                        | 4:16  |
| 6.  | Breathe (Radio Edit)                                             | 3:40  |
| 7.  | Where the Wild Roses Grow (duett Nick Cave-val)                  | 3:58  |
| 8.  | If You Don’t Love Me (B-oldal a kislemezről „Confide in Me”)     | 2:11  |
| 9.  | Tears (B-oldal a kislemezről „Did It Again”)                     | 4:29  |
| 10. | Gotta Move On (nem kiadott dal a korszakból Kylie Minogue)       | 3:36  |
| 11. | Difficult by Design (nem kiadott dal a korszakból Kylie Minogue) | 3:43  |
| 12. | Stay This Way (nem kiadott dal a korszakból Impossible Princess) | 4:35  |
| 13. | Automatic Love (Acoustic Version)                                | 4:24  |
| 14. | Where Has the Love Gone (Roach Motel Remix)                      | 9:26  |
| 15. | Take Me with You (ritkaság a korszakból Impossible Princess)     | 9:11  |

## Helyezések
| Slágerlista (2000)                   | Legfelső helyezés |
| ------------------------------------ | ----------------- |
| Ausztrália (ARIA Charts)             | 63                |
| Egyesült Királyság (UK Albums Chart) | 41                |

## Minősítések és eladási adatok
| Ország                   | Minősítés  | Eladás  | Alapul        |
| ------------------------ | ---------- | ------- | ------------- |
| Egyesült Királyság (BPI) | Ezüstlemez | 60 000+ | Szállításokon |

## Külső hivatkozások
- Kylie Minogue hivatalos honlapja (angol nyelven)